# 渡辺登綱
渡辺 登綱（わたなべ のりつな）は、江戸時代中期の大名。和泉国伯太藩の第2代藩主。伯太藩渡辺家4代。

## 略歴
元禄7年（1694年）、当時野本藩主であった渡辺基綱の長男として野本にて誕生した。
享保13年（1728年）、父の死去により跡を継いだ。
明和4年（1767年）9月10日、次男の信綱に家督を譲って隠居し、同年10月21日に死去した。享年74。